# FASA Corporation
FASA Corporation, acronyme de « Freedonian Aeronautical and Space Association » était une société américaine d'édition de jeux de rôle et de jeux de société, née en 1980, fermée en 1999. L'un de ses principaux collaborateurs était Mike « Skuzzy » Nielsen. Le siège social de la société se situe à Chicago.

## Produits-phares
- Suppléments pour Traveller, l'un des premiers jeux de rôle de science-fiction
- Shadowrun
- Earthdawn
- Crimson Skies
- Vor - Le Maelstrom
- Battletech et ses déclinaisons Battlespace (jeu de combats spatiaux), Technoguerriers (le jeu de rôle), Mechwarrior (jeu de cartes)...
- Renegade Legion et ses déclinaisons Interceptor (jeu d'escarmouches spatiales), Centurion (jeu de batailles de blindés), Prefect (wargame stratégique), Legionnaire (jeu de rôle), Circus Imperium (jeu humoristique de courses de char)…